# Ottumwa
Ottumwa är en stad (city) i Wapello County i delstaten Iowa, USA. Ottumwa är administrativ huvudort (county seat) i Wapello County.